# Kyeburn
Kyeburn  est une petite localité de la région Otago, située dans l’Île du Sud de la Nouvelle-Zélande.

## Situation
Elle siège dans le plateau de Maniototo (en), une large plaine d’altitude s’étendant à partir de la fin de la vallée de Strath-Taieri (en).

## Accès
Kyeburn est positionné sur la jonction entre la route State Highway 85/S H 85 (en) dite (The Pigroot) et de la route State Highway 87/SH87, à quelque 15 km à l’est de la ville de Ranfurly, sur le trajet du Kyeburn Stream, un affluent mineur du fleuve Taeri .

## Toponymie
Le nom du ruisseau, dont le village tire son nom, est un de ceux situés dans le secteur de Thomson's Barnyard (en), une zone dotée de noms d’animaux des fermes du nord de l’Angleterre, tous attribués par le premier géomètre de la région d’Otago : John Turnbull Thomson. 
Le secteur était, dans les premières années du village, appelé Cows Creek. Kye est un terme venant du Northumbrian pour vaches (cows) .

## Activité économique
La zone autour de Kyeburn était une localisation active pour les activités minières durant la dernière partie de la ruée vers l'or du centre d'Otago, au niveau de la ville minière de Kyeburn Diggings (parfois appelée aussi Upper Kyeburn), localisée à quelque 10 kilomètres vers le nord du village  de Kyeburn lui-même.

## Le meurtre de Mary Young
La ville de Kyeburn devrait être marquée par l’infamie nationale et même internationale au début des années 1880, quand une résidente de longue date nommée Mary Young fut assassinée le 3 août 1880.
Le meurtre choqua de nombreux résidents et attira l’attention des médias durant le procès qui suivit. Young mourut des blessures qui lui avaient été infligées par de grosses pierres provenant de son jardin avant que du coupable put y être trouvé.
À cause de cela, la police continua à chercher un motif, pour identifier le coupable.
La seule charge qui avait été initialement découverte en discutant avec Young avant sa mort, est qu’elle indiqua que la personne qui l’avait attaquée était d’origine chinoise.
À cause du manque d’indice évident, un long processus eut lieu après avoir trouvé le coupable, un homme chinois du nom de Ah Lee. 
C'était un mineur, qui n'avait été dans le secteur que pour une courte période de temps et était indiqué être basé sur d'importantes évidences circonstancielles. 
Bien qu'il soit condamné et exécuté, un certain nombre de personnes pensaient que Lee n’était pas coupable, après la mise en évidence de nombreuses erreurs dans l'enquête, il vint à la lumière le fait que l'interprète que la police utilisait ne comprenait pas complètement le type de dialecte chinois. 
L'interprète était un Cantonais Seyuip et Lee d'origine Panyu, ce dont il résultait que seulement 40 % des termes étaient compris entre les deux.